# Graustock
Le Graustock est un sommet des Alpes uranaises, situé près d'Engelberg en Suisse. Ce sommet est, avec le Jochstock, l'un des deux tripoints entre les cantons de Berne, Nidwald et Obwald.